# 한찬희
한찬희(韓贊熙, 1997년 3월 17일 ~ )는 대한민국의 축구 선수로 포지션은 중앙 미드필더, 공격형 미드필더, 수비형 미드필더이며 현재 K리그1 수원 FC 소속이다.

## 구단 경력
전남 드래곤즈의 유소년 팀인 광양제철고등학교를 거쳐 2016년 전남에 입단하였다. 4월 13일 성남 FC와의 경기에서 프로 데뷔전을 치렀다.
2020 시즌을 앞두고 황기욱, 신성재와 트레이드 되면서 FC 서울로 이적했다.
2023 시즌 중 이승모와 트레이드를 통해 포항으로 이적하였다.
20라운드 수원 FC와의 홈경기에서 후반전에 교체투입 되었으며, 후반 추가시간 공중볼 경합 후 떨어진 세컨볼을 논스톱 발리슛으로 득점하며 팀의 쐐기골이자 포항에서의 데뷔골을 만들어내며 3 – 1 승리에 기여했다. 24라운드 전북 현대 모터스와의 홈경기에서 전반 중반 고영준의 슈팅이 골대를 맞고 나오자 지체없이 강한 땅볼 중거리 슛을 골로 성공시키며 팀의 2 – 1 승리에 기여하였다. 11월 4일 하나은행 FA컵 결승전 전북 현대 모터스와의 홈경기에서 43분 측면에서의 컷백을 그대로 동점골을 만들어내며 팀의 4 – 2 역전승과 본인의 첫 우승 트로피를 들어올렸다. 
10월 1일 AFC 챔피언스리그 엘리트 리그 스테이지 상하이 하이강 홈경기에서 후반전 시작이전 교체투입 하였고 71분 박스안 무각도에서 대포슛으로 팀의 시즌 첫골을 만들어내며 팀의 3 – 0 승리에 기여했다. 12월 3일 챔피언스리그 엘리트 리그 스테이지 비셀 고베 홈경기에서 13분 오비 파우엘 오빈나 골키퍼가 백패스를 잡아 선언된 간접프리킥에서 백성동의 패스를 그대로 선제골로 연결하였다. 이후 공격할때마다 좋은패스를 보여주었고 팀의 3 – 1 승리에 기여했다.

## 국가대표팀 경력
2017년 U-20 월드컵에서는 21명 중 유일하게 프로에서 자리 잡은 선수라는 점이 부각되며 기대를 모았지만 대회 직전 부상으로 인해 4경기 중 잉글랜드전에만 출전하였고, 그 경기에서도 기대만큼의 경기력을 보이지는 못했다.
후에 신태용 감독이 인터뷰에서 밝히기로는 부상의 이유보다는 전술적인 이유가 컸다고 한다. 신태용이 추구하는 스피디한 경기에 한찬희의 스타일이 어울리지 않는다고 판단한 것으로 보인다.

## 수상 내역

### 클럽

#### 포항 스틸러스
- 코리아컵
  - 우승 2회 : 2023, 2024